# Міністерство культури Норвегії

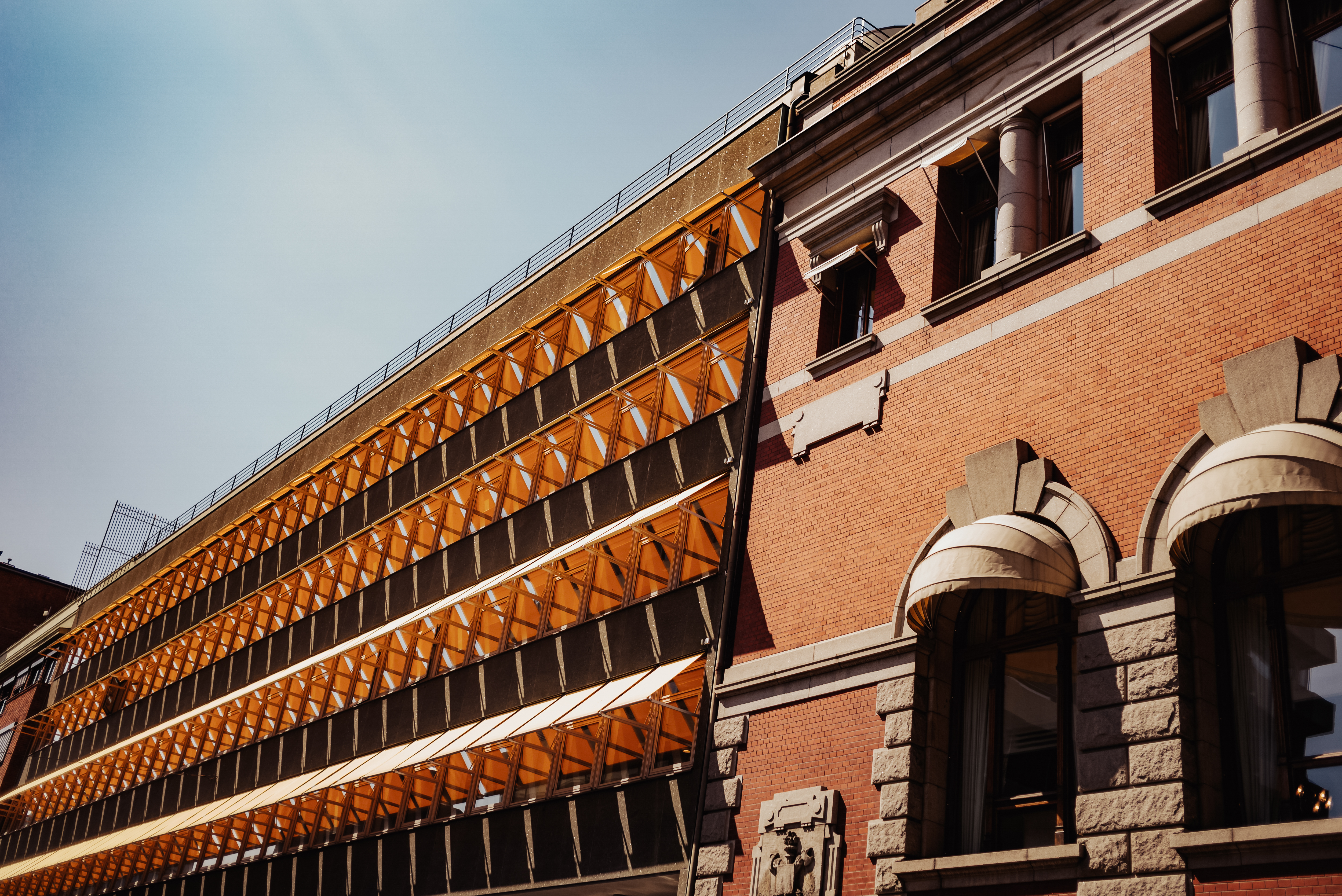
Фасад Міністерства культури та частини Верховного суду в Осло

Королівське міністерство культури та рівності Норвегії (норв. Det kongelige kultur- og likestillingsdepartement; коротка назва Kultur- og likestillingsdepartementet) — відповідає за культурну політику, правове регулювання та інші питання, пов'язані зі ЗМІ та спортом, а також за рівність і недискримінацію. Міністерство було створено в 1982 році як Міністерство культури та науки. До того часу Міністерство у справах церкви та освіти курувало культурні справи в Норвегії. З червня 2023 року його очолює міністр культури та рівності Любна Джаффрі від Норвезької робітничої партії). Генеральним секретарем міністерства є Крістін Берге. Міністерство звітує перед Стортингом.

## Історія
Міністерство церков та освіти, яке також курувало питання культурної політики, було засноване в 1818 році. Нарешті, у 1982 році було створено незалежне Міністерство культури під назвою Kultur- og vitenskapsdepartementet (Міністерство культури і науки). Чергова реструктуризація повноважень у 1990 році призвела до створення Міністерства церков і культури (Kirke- og kulturdepartementet) та Міністерства освіти та наукових досліджень (Utdannings- og forskningsdepartementet). У 1991 році відповідальність за церкви знову було передано від Міністерства культури Міністерству церков, освіти та досліджень (Kirke-, utdannings- og forskningsdepartementet). У 2002 році Міністерство культури знову отримало предметну територію та отримало назву Kultur- og kirkedepartementet.
З 2010 року до кінця 2021 року міністерство називалося Kulturdepartementet. У 2019 році відповідальність за рівність передали від Міністерства у справах дітей та сім'ї до Міністерства культури. 1 січня 2022 року міністерство було перейменовано на Kultur- og likestillingsdepartementet (Міністерство культури та рівності).

## Організація
Міністерство очолює міністр культури та рівності Любна Джаффрі, яка представляє Норвезьку робітничу партію. Генеральним секретарем міністерства є Крістін Берге. Також Олександр Хаген обіймає посаду державного секретаря, а Марі Хансен Інглсон — політичного радника.

### Департаменти
Міністерство поділяється на шість департаментів та інформаційний підрозділ.
- Департамент громадянського суспільства та спорту;
- Департамент охорони культурної спадщини;
- Департамент медіа та мистецтв;
- Департамент з питань рівності, недискримінації та міжнародних справ;
- Департамент адміністративної роботи;
- Комунікаційний підрозділ.